# Miguel Gustavo
Miguel Gustavo (Rio de Janeiro, 24 maart 1922 - Rio de Janeiro, 22 januari 1972) was een Braziliaans diskjockey en componist van populaire sambas en carnavalsmarsen. Hij is buiten Brazilië vooral bekend als schrijver van het sambanummer "Brigitte Bardot" uit 1960, oorspronkelijk opgenomen door Jorge Veiga. Het werd een nummer 1-hit in Brazilië en was ook een grote hit in Frankrijk, waar het werd uitgebracht in de versies van Jorge Veiga op Barclay en van Roberto Seto op Vogue. In België en Nederland was het in 1961 ook een toptienhit.
Gustavo begon zijn muzikale carrière als diskjockey voor Rádio Vera Cruz, en schreef vanaf 1950 jingles voor de radio. In de jaren 1960 componeerde hij een reeks populaire "sambas de breque", opgenomen door Moreira da Silva als Kid Moringueira; "O Rei do Gatilho" (1962) was de meest succesvolle. In 1970 schreef hij "Pra Frente, Bresil" als steun voor het Braziliaans team op het wereldkampioenschap voetbal 1970. Dit werd zijn grootste hit en de toenmalige militaire dictatuur maakte dankbaar gebruik van de pro-Braziliaanse tekst van dit succesnummer voor haar politieke propaganda.
"Brigitte Bardot" werd gecoverd door onder meer "Achilles And His Heels" in de Verenigde Staten, Luiz Vanderley, Two Man Sound (als onderdeel van hun medley "Disco Samba"), Digno Garcia en Les Chakachas. Het Amersfoortse duo The Butterflies en de Barnevelds-Molukse groep The Emeralds brachten elk een Nederlandstalige versie van het nummer uit.